# Journal of Dermatological Treatment
Das Journal of Dermatological Treatment, abgekürzt J. Dermatol. Treat., ist eine wissenschaftliche Fachzeitschrift, die vom Taylor & Francis-Verlag veröffentlicht wird. Die Zeitschrift erscheint mit sechs Ausgaben im Jahr. Es werden Arbeiten veröffentlicht, die sich mit der Behandlung von Hauterkrankungen beschäftigen.
Der Impact Factor lag im Jahr 2014 bei 1,669. Nach der Statistik des ISI Web of Knowledge wird das Journal mit diesem Impact Factor in der Kategorie Dermatologie an 27. Stelle von 63 Zeitschriften geführt.